# ウェストコビーナ
ウェストコビーナ（英: West Covina）は、アメリカ合衆国カリフォルニア州ロサンゼルス郡の都市である。人口は10万9501人（2020年）。サンガブリエル・バレー東部、ロサンゼルス市中心街から東に32kmにあり、ロサンゼルス市の中流階級が大半を占める郊外都市である。

## 歴史
ウェストコビーナ市は1923年に市政を布いた。これは隣接するコビーナ市が下水処理場をウェストコビーナ領域内に建設することを阻止する目的があった。「コビーナ」という名前は洞窟（cove）とつる（vine）を合成した造語だった。その後の数十年間はクルミとオレンジの樹林が市域の大半を占めていた。1930年の人口769人は1940年に1,549人まで伸びた。第二次世界大戦後の建設ブームで大きな拡大があった結果、1950年から1960年の間はアメリカ合衆国で最も人口成長率の高い都市となった。この間の人口は5,000人足らずから5万人以上と10倍以上になった。最近20年間は着実な成長を続けており、1990年の国勢調査では人口96,242人だった。
ウェストコビーナ市は20世紀後半を、その大半はアレクサ・ギレンが推進した開発とプロジェクトで始めた。ロサンゼルス郡合同権限局の事業例の第1段階として、1969年に市役所と警察の設備が建設された。市民センター合同権限局はロサンゼルス郡とウェストコビーナ市が構成しており、市民センター複合施設内に3階建て駐車場も造った。市民センター複合施設にはロサンゼルス郡地域図書館とシトラス地方裁判所ビルおよび市の事務所が入った。
最初の再開発機関のプロジェクトには、地域ショッピングセンターであるウェストコビーナ・ファッションプラザの建設があった。これは空調された3つの百貨店と150の店舗が入る屋外型センターだった。またショッピングセンターの古い部分の再活性化もあった。ファッションプラザはサンガブリエル・バレーの住人にとってはあらゆる物が揃うアクセスの便利なショッピングセンターとなった。1991年、このショッピングセンターを改修してフードコートや店舗を追加し、センター全体の外装も変え、「ザ・プラザ・ウェストコビーナ」と改名した。1993年10月には床面積9,300 m²のウィングをオープンしてロビンソンズ・メイなど50店舗を加え、プラザ全体の内装も革新した。
再開発機関の遂行したその他のプロジェクトによって「ザ・レイクス」のような幾つかのオフィスビルができ、また2つの地域ショッピングセンター、独立系小売店舗、レストラン、住宅およびオート・プラザに結実した。

### 今日のウェストコビーナ
今日のウェストコビーナは高品質の事業が豊富にある大型郊外商業都市である。中上流階級が多く、街路樹のある通りと良く手入れされた家屋が並ぶ裕福な地区に住んでいる。ロサンゼルス郡では2008年と2009年に住みたい場所リストに入っており、市内サウスヒルズ地区には数百万ドルをかけた丘陵斜面の家屋が集積し、サンガブリエル・バレーの息を呑むような景色が楽しめる。市内南東部にあるサウスヒルズ地区は1970年代に開発され、さらに1990年代後半に再度開発されてきた。その非公式境界は東のグランド・アベニューから西のアズーサ・アベニューまで広がっている。シトラス通りにはサウスヒルズ・カントリークラブがある。

## 現在のプロジェクト

### ウェストコビーナ・スポーツ複合施設
既に完成したプロジェクトに「ウェストコビーナ・スポーツ複合施設プロジェクト」がある。このプロジェクトは4つの部分で構成されており、完成した商業開発、「ビッグリーグ・ドリームズ・スポーツ公園」と第2段階にある18ホールパブリック・ゴルフコースと商業オフィス開発がある。広さ170,000 m²の商業開発地には新しく高級品小売店のために床面積30万平方フィート (28,000 m²) のスペースがある。ここにはターゲット、ザ・ホーム・デポ、フレッシュ＆イージー、ペッツマートのような大型店のほかに多様な専門店やレストランが入っている。ビッグリーグ・ドリームズ・スポーツ公園にはバッティングケージがあり、サッカー場、アイスホッケーのリンク、またホールとして賃貸される多目的パビリオンがある。また6つの高品質球技場があり、ヤンキー・スタジアム、タイガー・スタジアム、フェンウェイ・パーク、リグレー・フィールド、ドジャー・スタジアムおよびエンゼル・スタジアム・オブ・アナハイムのようなスポーツのランドマークに匹敵するものになっている。この公園は市民公園であり、市が所有し、ビッグリーグ・ドリームズとの契約で維持管理が行われている。第2段階として18ホールパブリック・ゴルフコースとオフィスビルが開発の承認段階にある。

### ウェストフィールド・ウェストコビーナ拡張
もう一つのプロジェクトとして進行中のものに、ショッピングセンターであるウェストフィールド・ウェストコビーナの革新と拡張がある。これは外装と躯体の革新、さらに内外の拡張であり、床面積4,200 m²のベスト・バイが入り（完成済み）と追加床面積3,000 m²のレストランと小売店のスペース（建設中）、さらにFOREVER 21の高級品店（完成済み）が入る。この改装は2011年春完工を予定しており、新しい店舗、レストランおよび高級品店が取りそろえられて入る予定である。

## その他のプロジェクト
「ザ・フェアフィールド・イン・アンド・スイーツ・バイ・マリオット」は5階建て、110室、床面積5,298 m²で、東ガーベイ・アベニュー3211に建設された。
シトラス・アベニューにある「ザ・マッキンタイア・スクエア」は 25,800 m²の敷地に、床面積5,618 m²の小売とレストランのスペースがあり、全面改装が進行中である。所有者のマッキンタイア社は施設全体の段階的再生を予定し、第1段階として元トレーダー・ジョーのビルの再生が進行中である。

## 医療

### シトラス・バレー医療センター
ウェストコビーナには多くの医療施設があり、主たる病院としてはシトラス・バレー医療センター、別名バレー医療センターのクィーン」がある。この病院は包括的な総合医療施設であり、その出産・新生児センターはサンガブリエル・バレー東部の医療施設と比較しても出産取り扱い数が多い。レベルⅡ新生児集中治療室では1972年の開設依頼15,000人以上の新生児を扱った。クィーンズ・マンモグラフィー・センターは低料金のマンモグラフィー乳癌検診と乳房に関する健康教育を行っている。救急医療部は南カリフォルニアでも最大級に多忙な部署であり、毎年54,000人近い患者が訪れている。その他、18床の小児科病棟、心臓病医療、12床のリハビリテーション室、最新鋭MRIとCAT診断装置、および結石破砕術がある。

### その他の医療施設
ウェストコビーナ市内にはその他多くの民間医療施設や医院がある。カイザー・パーマネンテが「ウェストコビーナ医療事務所」と「ウェストコビーナ行動保健学事務所」を運営している。「イースト・バレー・コミュニティ医療センター」は低収入家庭向けの大型無料医院であり、包括的医療提供者と無料医療について計画と相談を中心にしている。イースト・バレーはメディカル、メディケアおよびヘルシー・ファミリーズなどの公的医療保険や、ブルークロス/ブルーシールドなど民間医療保険も受け入れている。最も重要なことは、如何なる健康保険も受けていない家庭の場合であり、その支払能力に応じたサービスを提供している。

## 人口動態
以下は2000年の人口統計データである。
| 基礎データ - 人口: 105,080人（2008年推計） - 世帯数: 31,411世帯（2008年推計） - 家族数: 25,254家族 - 人口密度: 2,518.4人/km2（6,524.6人/mi2） - 住居数: 32,058軒 - 住居密度: 768.3軒/km2（1,990.5軒/mi2） 人種別人口構成 - 白人: 31% - アフリカン・アメリカン: 5% - ネイティブ・アメリカン: 0.3% - アジア人: 26% - 太平洋諸島系: 0.6% - その他の人種: 0.2% - ヒスパニック・ラテン系: 38% | 収入と家計 - 収入の中央値 - 世帯: 53,002米ドル（2005年推計） - 家族: 57,614 米ドル - 性別 - 男性: 38,160米ドル - 女性: 31,138米ドル - 人口1人あたり収入: 19,342米ドル - 貧困線以下 - 対人口: 9.0% - 対家族数: 6.8% - 18歳未満: 11.1% - 65歳以上: 7.3% |

過去20年間で大きな人口構成の変動があった。ヒスパニック系住民の比率が1980年の21％から2000年の35.7％まで増加し、白人の非ヒスパニック系比率は64.8％から31％にまで低下した。アジア系あるいは太平洋諸島系住民比率は1980年の3.9％から2000年の32.6％に上昇した。

## 政治
州務省の2010年有権者登録統計に拠れば、ウェストコビーナの有権者は民主党60％、共和党40％に投票する傾向にある。数十年前は共和党の固い地盤だったが、現在は人口構成の変化によって幾らがリベラルな方向になってきた。

### 犯罪
ウェストコビーナ市は落書きを地元警察官に通報して捕まえさせることについて、警察署に通報することから住民に100ドルの報酬を与えることまで多くの方法で犯罪と戦っている。市内の犯罪は自家所有者の代わりに賃貸者が増えた時に増加するように見える。市内の多くのアパートは犯罪率が高いと知られている。しかし、正しく行動していれば動き回るには概して安全な所である。警察は薬物にたいして厳しく、ほんの少量でも所有していれば逮捕する。市の東部は中心となる事業地区（西部）より統計的に犯罪が少ない。

### 政府とインフラ
ロサンゼルス郡健康サービス部がポモナ市にあるポモナ医療センターを運営しており、ウェストコビーナ市民も利用できる。

## 教育

### 初等・中等教育

#### 公立学校
ウェストコビーナ市の大半はウェストコビーナ統合教育学区が管轄しており、小学校8校、中学校2校、中間的学校1校、高校2校、継続学習高校1校、成人教育学校1校がある。約35,000人の児童・生徒がこれらの学校に通っている。
市内の一部はコビーナ・バレー統合教育学区とローランド統合教育学区が管轄している。サウスヒルズ地区住民の半数はウェストコビーナとコビーナ・バレー各統合教育学区のどちらかを選択できる。
市内にあるサウスヒルズ高校、トラウィーク中学およびメサ小学校はコビーナ・バレー統合教育学区が管理している。
ウッドサイドビレッジ地区の住人はローランド統合教育学区の管轄である。ここには高校1校、中間的学校2校、小学校1校がある。
ウェストコビーナ高校は52年の、サウスヒルズ高校は42年の歴史がある。
国際ポリテクニック高校はポモナのカリフォルニア州立ポリテクニック大学内にある公立校であり、入学試験を通れば市内の高校生が入学できる。2010年に新設校のエッヂウッド高校が開校した。

### 大学とカレッジ
アメリカン・マネージメント大学（American Management University）が市内にある唯一の高等教育機関である。市から数マイル以内にあるカレッジとしては、アズーサ・パシフィック・カレッジ、シトラス・カレッジ、マウント・サンアントーニオ・カレッジ、パサデナシティ・カレッジ、ウィッテリア・カレッジ、ウェスト大学およびポモナのカリフォルニア州立ポリテクニック大学がある。

## 経済
市内の先を見越した事業地区再開発事業の一部として多くの人気あるレストラン・チェーン、小売店、および会社を誘致してきた。その中にはザ・ホーム・デポ、リーガル・エンタテインメント、フーターズ、エレファントバー、FOREVER 21、セフォラ、アウディ、ボブズ・ビッグボーイなどがある。

### ディーラー
ウェストコビーナ市内には多くの自動車ディーラーがあり、その大半は「ウェストコビーナ・オートプラザ」と2つの「シトラス・オート・ロー」にある。ウェストコビーナ・オートプラザには、トヨタ、ホンダ、シボレー、フォード、メルセデス・ベンツ、クライスラー、ジープ、ダッジ、スマートおよびアウディがある。市の南部にあるシトラス・オート・ローには、マツダ、日産、キャデラック、ビュイック、GMC、GMCトラックがある。市の北部にあるシトラス・オート・ローには、アキュラ、起亜、およびフォルクスワーゲンがある。

### 主要雇用主
ウェストコビーナの包括的年間財務報告書2009年版によれば、市内の大きな雇用主トップ10は以下の通りである。
| 順位 | 雇用主                                                                | 従業員数 |
| ---- | --------------------------------------------------------------------- | -------- |
| 1    | シトラス・バレー医療センター - クィーン・オブ・ザ・バレー・キャンパス | 1,744    |
| 2    | ウェストコビーナ統合教育学区                                          | 1,223    |
| 3    | ウェストコビーナ市                                                    | 510      |
| 4    | ターゲット                                                            | 479      |
| 5    | メイシーズ                                                            | 265      |
| 6    | J.C.ペニー                                                            | 241      |
| 7    | サンガブリエル・バレー新聞グループ                                    | 229      |
| 8    | コンコード・バッテリー                                                | 198      |
| 9    | BJレストラン＆ブリュワリー                                            | 197      |
| 10   | プログレッシブ・マネジメント・システムズ                              | 158      |

## ショッピング
市内には3つの大きなショッピングセンターがある。ウェストフィールド・ショッピングタウン社が所有するウェストフィールド・ウェストコビーナとウェストフィールド・イーストランド、およびザ・ハイツ・アット・ウェストコビーナである。

### ウェストフィールド・ウェストコビーナ
ウェストフィールド・ウェストコビーナは大型の地域ショッピングセンターであり、208の店舗とレストランが入っている。2階建てで、キーテナントは東のメイシーズ（売り場面積18万平方フィート、16,700 m²）、南のJ.C.ペニー（同193,963平方フィート、18,000 m²）、西のシアーズ（同137,820平方フィート、12,800 m²）、北のベスト・バイ（同45,000平方フィート、4,180 m²）、同じく北に新しくオープンしたForever 21の旗艦店である。2階にはフードコートやレストラン、料理とドリンクの売店がある。このショッピングセンターはその多くの衣料品店や高級品ブティックで知られている。また大きな改装や拡張も進行している。

### ウェストフィールド・イーストランド
ウェストフィールド・イーストランドは2階建て屋内型ショッピングセンター、あるいはパワーセンターと呼ばれるものであり、駐車場は1階南側と2階北側にある。バーリントン・コート・ファクトリー、ディックス、ベッド・バス・アンド・ビヨンド、ベビーザらスなど多くの大型店が入っている。キーテナントは東のターゲット（売り場面積122,000平方フィート、11,300 m²）である。

### ザ・ハイツ・アット・ウェストコビーナ
ザ・ハイツ・アット・ウェストコビーナは売り場面積340,000平方フィート (31,500 m²) の新しいショッピングセンターであり、ビッグリーグ・ドリームズ・スポーツ公園の直ぐ南にある。キーテナントは北のザ・ホーム・デポと南のターゲットである。多くのレストランや小売店があり、その他ステイプルズ、ペッツマート、フレッシュ＆イージーなどが入っている。

### その他のショッピングセンター
ウェストコビーナ市内にはその他にも大型で重要なショッピングセンターがあり、その中には店舗、レストランが入りサービスが行われている。
- ホンコン・プラザ - HK2 フード・ディストリクトと改名、帯状ショッピングセンターであり、多くのアジア料理レストランを入店させるように全面改装された、中華料理の他、フィリピン、インドネシア、マレーシア、タイ、およびベトナム料理店がある。
- ウェストコビーナ・ビレッジ - 大型ショッピングセンター、ステーター・ブラザーズ、バリー・トータル・フィットネス、ニッケル・ニッケル・5セント・ゲームズ、フェデックス・キンコーズ、グリーン・フィールドなどが入っている。
- ザ・レイクス・アット・ウェストコビーナ - ここにはDSWシューズ、バーンズ・アンド・ノーブル、スターバックス、およびエドワーズ・エンタテインメント・センターが入っている、エドワーズ・エンタテインメント・センターには、エドワーズ・シアター18、ディノ・スシ、グリーン・リーフ、ルビオズ・フレッシュ・メキシカン・グリル、シーフード・ベイ・バー＆グリル、およびコールド・ストーンが入っている、他にザ・レイクス・オフィス・タワーもある。
- サウスヒルズ・プラザ - ここにはマルカイ・マーケット、24アワーズ・フィットネス、郵便局、レストランのサブウェイ、タコベルなどが入っている。
- ザ・シトラス・グローブ - ここにはバッファロー・ワイルド・ウィングス、ザ・ベトナム・ショップ、ダリアズ、T-モバイルなどが入っている。
- ウェストコビーナ・パークウェイ・プラザ - ここにはフレッシュ＆イージー、ペトコ、パネラブレッド、シズラーなどが入っている。
- クウェイルリッジ・ショッピングセンター - ここにはフードマート・インタナショナル、CVS/ファーマシー、パンダエクスプレス、バスキン・ロビンスなどが入っている。
- アイランド・プラザ/ウッドサイド・ビレッジ・ショッピングセンター - ここにはアイランド・パシフィック・スーパーマーケット、ライト・エイド、ペップ・ボーイズ・オート、シェーキーズなどが入っている。
- ウッドサイド・プラザ - ここにはウォルグリーン、KFCコーポレーション、ジョリビーなどが入っている。
- シーフード・シティ・プラザ - ここにはシーフード・シティ、カールズ・ジュニアなどが入っている。
- サンセット＆フランシスキート・ショッピングセンター - ここにはノースゲイト・マーケッツ、メルローズ・ファミリー・ファッションズ、Ddディスカウンツなどが入っている。
- グレンドラ・リテイル・ディストリクト/オールド・タウン・ショップス - ここにはStore13やザ・コーブが入っている
- マッキンタイア・スクエア
- グランド・クリーク・プラザ
- アマール＆バリンダ・センター

## レストラン
ウェストコビーナ市内にはハンバーガー店、ファストフード店や軽食レストランからよりカジュアルな食事所まで多くの選択肢がある。市内全体に開店している人気のあるレストラン・チェーンの店としては、ノームズ、ボブズ・ビッグ・ボーイ、エレファント・バー、BJレストラン＆ブリュワリーおよびフーターズがある。カジュアルダイニングのセンターやプラザは3か所ある。
- ウェストコビーナのレストラン街 - 10番フリーウェイトバラナカ・アベニューと4つのホテルの間にあり、フーターズ、ドックサイド・グリル、MJランチ、マリポサ・イン、マリー・カレンダーズ、エル・トリトが店を出している。
- ザ・カーブ - ウェストフィールド・イーストランドに隣接する新しいプラザであり、ピックアップ・スティックス、チポトル・メキシカン・グリル、ジョニー・カリノーズ、アイランズの4店舗がある。
- レイクス・エンタテインメント・センター - ディノ・スシ、グリーンリーフ、ルビオズ・フレッシュ・メキシカン・グリル、シーフード・ベイ・バー＆グリル、レッドルーム・ナイトクラブ、ジュース・イット・アップ、およびコールド・ストーンがある。

## エンタテインメントとホテル
レイクス・エンタテインメント・センターには、エドワーズ・シアター18、レストラン、売店およびレッドルーム・ナイトクラブが入っている。
その他人気のあるナイトクラブはクレージーホースとクラブ・スパイスである。またボウリング場のブランズウィック・ウェストコビーナ・レーンズや新しくオープンしたビッグリーグ・ドリームズ・スポーツ公園がある。最も賑やかなクラブとされるのはタイナズ・タバーンである。

### ホテル
市内には多くのレベルの宿屋があり、主なホテルとしては、コートヤード・バイ・マリオット、ハンプトン・イン、クラリオン・ホテル、ベスト・ウェスタンなどがあり、ザ・フェアフィールド・イン・アンド・スイーツ・バイ・マリオットが近日オープンする。

## レクリエーション
市内にはビッグ・ライダーズ公園やビッグ・リーグ・ドリームズ等、多くの大きく美しい公園がある。市の東部サウスヒル地区には民間のゴルフ場、サウスヒルズ・カントリークラブがあり、近々丘の上に18ホールのゴルフコースを建設する計画が進行中である。市内にはウォルナット・クリークに沿ったものやウッドサイドビレッジの中のものなど街路樹のあるウォーキング道路がある。

## ゴー・ウェスト
市はゴー・ウェストと呼ぶシャトルバスを3系統運行している。ボールドウィン公園のメトロリンク駅には無料シャトルバスも運行している。

## 姉妹都市
全米国際姉妹都市協会（Sister Cities International）加盟都市。
- 日本、栃木県、大田原市[8]